# Litoria citropa
Litoria citropa és una espècie de granota que viu a l'est d'Austràlia (des del sud de Nova Gal·les del Sud fins a l'estat de Victòria).